# Gerhart Münch
Gerhart Münch (Dresde, Alemania, 23 de marzo de 1907 - Tacámbaro, Michoacán, México, 9 de diciembre de 1988) fue un compositor, pianista, filósofo, poeta y escritor alemán.

## Biografía

### Infancia y primeros estudios
Su padre, Ernst Robert Münch, fue profesor de Música en el Conservatorio de Dresde. De él recibió enseñanzas en música y piano desde muy temprana edad. A los 9 años presentó su primer recital público, y a los 14, interpretó el Concierto en La mayor de Franz Liszt acompañado por la Orquesta Filarmónica de Dresde. Este es el punto de partida de una carrera luminosa, que había de asombrar a Europa, hasta el punto de hacer exclamar después al prestigioso crítico Alejandro Berrsche en un periódico de Múnich:

Es difícil comparar a Gerhart Münch con alguien. Parece ser el último de una raza desaparecida de gigantes.

[cita requerida]
A los 15 años fue graduado con honores en el Conservatorio de Dresde, donde había cursado estudios de composición, teoría, órgano y piano. A los 18 años (1925) graduado de la Vitzthum Humanistic Gymnasium (Latín, Griego y Francés).

### El periodo europeo
La primera presentación de una composición suya ocurrió en el festival de Música Nueva de Dresde; durante el cual Paul Aaron dirigió el Concerto da Camera para violín, chelo, piano y cuerdas con el propio compositor al piano. Paul Hindemith seleccionó de entre 200 compositores su Concierto para piano, maderas y cuerdas para ser dirigido por Hermann Scherchen en el Festival Internacional de Música Nueva de Donaueschingen. Ahí, la firma berlinesa Welte Mignon le requirió la composición de una obra especial para piano mecánico, presentada en el mismo festival, lo que lo convierte, junto a Paul Hindemith y Ernst Toch, en uno de los tres primeros compositores para este género en Alemania.
Presentó exitosos conciertos y recitales en las principales ciudades alemanas y colabora con la Bauhaus, donde incidentalmente Paul Klee, mozartiano apasionado y excelente violinista, estrenó una composición suya para violín y piano en la inauguración del teatro del segundo periodo de la Bauhaus (1923-1925) en Dessau. Posteriormente viajó a Francia e Italia, donde estudió Literatura y Filosofía, dedicando tiempo también a la investigación musical y a la composición, así como a algunas presentaciones y conciertos (París, Zúrich, Florencia y Roma), frecuentando a lo más selecto de la intelectualidad francesa de la época. La experiencia de este viaje itinerante a Francia e Italia deja una profunda huella en Münch; pues al encontrarse con humanistas y hombres de letras, hablar de artes plásticas, antropología, mitología y religiones comparadas, filosofía y filología clásica, encuentra el ambiente propicio para ahondar en el saber del universo cósmico del hombre. 
Paralelamente, prosigue su actividad pianística, misma que atestiguan, como ecos, infinidad de voces que anuncian la aparición de un nuevo artista: “Talento prodigioso”, exclamaba uno. “Tocó con un dominio único y soberano” dijeron en Roma. Otro añadía: “...Es una maravillosa sorpresa en el horizonte pianístico alemán. Desde que Gieseking comenzó a conquistar el mundo musical hace 25 años, no ha habido otro pianista alemán que pueda más que Münch en la naturalidad de su talento, en su madurez y en la sencillez de su gran virtuosismo”. 
Durante estos años (1928-1937) se dedicó además la enseñanza privada de la composición musical, teoría y piano y recibió algunas comisiones especiales por el Conservatorio de Música de Turín, Italia. El hijo del famoso musicólogo Oscar Chilesotti puso a su disposición un número de partituras de antiguos compositores italianos de los siglos XIV y XV, manuscritas, indescifrables y aún no publicadas. Descubrió más tarde algunas otras piezas en el ático del Museo Quirini-Stampalia en Venecia; sobresalientes y hermosas cantatas de anónimos compositores del siglo XVI. Transcribió todos estos manuscritos (piezas para violín, piano, orquestas de cámara etc.) prodigando particular atención a un trabajo que exigía objetiva fidelidad. Algunos de ellos fueron publicados en la revista cultural veneciana Atheneo, por el año 1934.
En 1937, en Nápoles, se une en matrimonio con Vera Lawson, notable poetisa norteamericana, y al poco tiempo, por razones de familia (su madre, Lina Cecilia, siempre enferma), regresó a Alemania, donde le fue muy difícil hacer carrera musical a causa de su renuente afiliación al Partido Nacional Socialista. Finalmente obtuvo reconocimiento a través del apoyo de los críticos musicales del Frankfurter Zeitung, la única revista alemana cuya objetividad se reconocía fuera del país.
En 1940 fue alistado obligatoriamente en la Armada Alemana, sin poder optar por la absolución del deber militar, ya que sucedió lo mismo con algunos otros compañeros que se habían registrado y aceptado en el citado partido. En 1944 fue separado del Ejército Alemán por enfermedad. En 1945, ya después del final de la guerra, Karl Holl, quien había sido un crítico musical con reconocimiento internacional del Frankfurter Zeitung y entonces ejercía en el departamento de Música y Teatro del Ministerio de Cultura del Gran Hesse, le ofreció el puesto de profesor en la Escuela de Música que él esperaba fundar próximamente en la ciudad de Frankfurt.

## Estados Unidos (1947-1953)
En 1947, septiembre, Gerhart y Vera llegaron a los Estados Unidos, donde, en un principio, en un medio mercantilista, es incomprendido y menospreciado, teniendo que trabajar como peón caminero en tierras californianas. Ahí, porque se trata de un músico notable y un erudito de primera fila, goza de la amistad de grandes personajes de la cultura viva, tales como el propio Ezra Pound, Ernst Jünger, Fernand de Cromelynck, Robert Graves, Aldous Huxley, Henry Miller, Ernst Krenek, Walther Gleseking, Jean Cocteau entre otros. Después cambió un poco su infortunio y en Los Angeles California, continuó la cátedra de composición musical que sustentaba el compositor Ernst Krenek, circunstancia que no le satisface. La sentencia de Theodor W. Adorno, sobre su situación: “Usted es demasiado bueno para este país. Usted tiene que irse”, no fue necesaria para que Gerhart comprendiera que necesitaba otro ámbito más humano, más inspirador.

## El periodo mexicano (1953-1988)
Así, Gerhart y su inseparable Vera, procedente de California, llega a México en julio de 1953, siendo el puerto de Manzanillo puerta de entrada a un país más pobre pero también más humano y con una mayor nobleza de espíritu que su vecino. De Manzanillo van a Chapala, Jalisco, donde una comunidad de extranjeros los recibe y acoge, dando ahí su primer recital de piano el 15 de agosto de 1953. Después, el 18 de septiembre, “Juventudes Musicales de Jalisco, A. C.”, lo presenta para su primer recital en el Teatro Degollado de Guadalajara. “… La circunstancia de encontrarse temporalmente en Chapala el gran pianista alemán Gerhart Muench (…)” escribió Roberto Beltrán y Puga. Inmediatamente el Gobierno de Jalisco (Agustín Yáñez) le encarga escribir una obra para la Feria de Jalisco, y así el 11 de diciembre en el Teatro Degollado de Guadalajara se estrena su primera obra escrita en suelo mexicano, Homenaje a Jalisco, un concierto para piano y orquesta con Muench como solista y la Orquesta Sinfónica de Guadalajara, dirigiendo Abel Eisemberg. Después de unos meses  sigue a Morelia, Mich. donde vivió menos de un año y donde, en el verano de 1954, conoció al compositor Miguel Bernal Jiménez, al fundador y director de los Niños Cantores de Morelia, Romano Picutti y al entonces joven Felipe Ledesma, músico con quien más tarde continuaría una larga amistad y un fructífero intercambio intelectual. En marzo de 1955 fija su residencia en la ciudad de Guanajuato; posteriormente descubre Tacámbaro, en el Estado de Michoacán y decide vivir ahí (1964), en su “isla encantada” (así llamó a Tacámbaro en un principio); luego pasó poco tiempo en Tepoztlán, en el Estado de Morelos; regresó a Tacámbaro, de donde salió para vivir menos de un año en San Cayetano, cerca de Zitácuaro en Michoacán. Finalmente volvió a Tacámbaro, donde murió el 9 de diciembre de 1988. Sus cenizas y las de su esposa, descansan juntas en el Templo de Las Rosas de Morelia, Michoacán.
En México, su vida musical la realiza en casi todo el país, en tres tareas bien definidas. pianista, compositor y pedagogo. Como pianista realiza giras de conciertos y recitales, ofreciendo no solo obras del repertorio tradicional, sino distinguiéndose y bien, como introductor y propagador de la música pianística de grandes compositores contemporáneos, de la magnitud de  Karlheinz Stockhausen, Pierre Boulez, Henri Pousseur, Ernst Krenek, Olivier Messiaen, Luciano Berio y György Ligeti. Mención especial merece por haber sido uno de los principales en dedicarse a difundir la obra pianística de Scriabin, de quién grabó sus 10 sonatas, por encargo de la Universidad Nacional Autónoma de México. Sus conciertos fueron siempre experiencias memorables, tanto por la sabiduría de sus interpretaciones, como por su impactante vitalidad para ejecutar su añorado instrumento, sobreponiéndose a una aparente debilidad física que a veces parecía demostrar. Muench también se dedicó a la enseñanza de la técnica e interpretación pianísticas, así como de las tendencias contemporáneas de la composición musical a los jóvenes mexicanos. Como creador musical, su catálogo comprende más de 140 obras, entre las que pudieron librarse de la destrucción durante la Segunda Guerra Mundial, las que escribiera en los Estados Unidos y las que escribió en suelo mexicano -la mayoría-. Sus obras exploran varias dotaciones instrumentales: instrumento solo, dúos, tríos, cuartetos (para diversos grupos de cámara), obras de cámara, conciertos, obras sinfónicas, una ópera, obras para una y varias voces humanas con y sin instrumentos, tanto de música profana como religiosa. Escribió también tres obras didácticas sobre armonía (Cromotonalidad) y escalas, además de ensayos y parte de su obra poética.

### De su producción musical y literaria
La música de Gerhart Muench - de la que más que de una estética, podría hablarse de una mística, de una alquimia- se nutrió en dos vertientes: la musical (que incluía una sorprendente simbiosis de los compositores de la Edad Media, como Machault; el cromatismo wagneriano, su admirado Scriabin - y por ende, la pianística de Chopin, la Escuela Vienesa, etc., ) y la extra-musical (la literatura, la pintura, sus profundos conocimientos sobre religiones y mitologías, la filosofía y la filología, su propia creación poética y ensayística) pero sobre todo su intensa vida interior, que sin duda, perdurará más allá de nuestro tiempo, un "tiempo de Muench", que como el de Mahler, algún día llegará. 
La gran mayoría de sus obras musicales y literarias han sido publicadas por iniciativa de Tarsicio Medina Reséndiz, exalumno, colega musical y heredero de Muench. Sus ediciones, publicadas con el sello de Ediciones Coral Moreliana o con su propio nombre, incluyen más de cien obras musicales. Además, ha publicado tres libros bilingües que recogen la poesía de Muench ( "Labyrinthus" , alemán-español, 2007); ensayos y narrativa ( "Marginalia Metafísica y otros escritos", alemán- español, 2013), y la memoria sobre la experiencia en la Segunda Guerra Mundial de Vera Lawson ( "Alemania 24 horas al día", inglés-español 2017).

## Catálogo
El siguiente catálogo fue compilado por Tarsicio Medina Reséndiz (última revisión de julio de 2019).
1923      -  Concerto da camera,
              para violín, chelo, piano y cuerdas.
              Estreno: en un ciclo de música moderna en Dresde en 1924, bajo la dirección de    
              Paul Aaron.
1925      -  Obra para violín y piano (Sonata 1?),
```
               para la inauguración del Teatro de la Segunda Bauhaus en Dessau. Paul Klee, violín,
```

                Gerhart Münch, piano.
1926      - Sechs polyphone Etüden für elektrisches Klavier.
             - Concerto da camera,
```
              para piano, maderas y cuerdas.
             
              Obra seleccionada por Paul Hindemith para el Festival de Música Nueva
            
              en Donaueschingen, bajo la dirección de Hermann Scherchen.
```

1927      - “Figurales Kabinett”,
```
               música incidental escrita para un ballet de Oskar Schlemmer.
```

1929      - Concert pour piano et orchestre (Paris-Ascona)
```
            - Poema para orquesta
```

1933-34   - Segunda Sonata, para violín y piano (Rapallo)
```
            - Fantasia seicentesca, para violín y piano (Rapallo)
```

1935      - Canzona degli Uccelli, transcripción para violín y piano (Rapallo)
```
            - Etudes pour piano (Rapallo)
            
            - Le chant des etoiles, para coro, barítono solo y orquesta (Rapallo)
```

1936      -Transcripción libre para violín y piano de G. Münch, del Concierto Op. 6, No1,            
             en sol menor para violín y cuerdas de A. Vivaldi (Rapallo 30.4.1936).
          - Concerto da camara para 13 instrumentos,
               para un concurso en Bélgica, el 15 de enero.
1937       - Misa de Medianoche. En Il Mare (marzo-abril), Pound se refirió a esta obra como
              “una especie de Misa para orquesta completa, órgano, voces solistas y coro mixto.    
              (Schafer 424)
1938       - Sonata para chelo y piano
           - Trio para violín, chelo y piano
1939-40    - Kreisleriana Nova, para pian
```
             - Concert d’Ete para piano y orquesta,
```

             estrenado en Bruselas el 30.9. de 1942.
           - Nachtlied (Hebbel), para barítono y piano
           - An die Melancholie (Lenau), Lied para barítono y piano
Fünf Lieder, para barítono y piano: - Spaziergang (Eichendorff)
           - Am Bette eines Kindes (Lenau)
           - Der Feind (Brentano)
           - Blonder Ritter (Eichendorff)
           - Der Einsamste (Nietzsche)
1943       - Concert d’Hiver, para piano solo
1946       - Marsyas u. Apoll, para flauta y piano
1947       - Les Reves, Suite para flauta y piano
En Estados Unidos
1949       - Quartetto per archi
1950       - Ricercare, para piano
```
             - Fuga chromatica, para piano

              
             - Tumulum Veneris, ópera de cámara
```

           - Labyrinthus Orphei, para oboe, clarinete bajo, viola y arpa
1951          - Shakespeare-Suite, para cémbalo
```
             -  Dos Monodias: I. Violins, II. Sospiri (para piano)

             
             -Dúo para chelo y trombón
```

           - Vocations, para piano y orquesta de cámara
1952          - Ricercare, para piano
              - Celebrazione concertante a cinque, para cuerdas y piano
En México
1953       - Homenaje a Jalisco, concierto para piano y orquesta
1954       - Wiegenlied (Canción de cuna), para coro de niños y piano
           - Los Panaderos, para coro de niños y piano
1955       - El Azotador, para coro de niños y orquesta. Texto: Pbro. Manuel Ponce
           - Concerto para fagot y orquesta
1956       - (5) Invocaciones Mariae, para soprano y órgano
           - Misa I Transfigurationis, para coro mixto y órgano
1957       - Concierto para piano y orquesta de cuerdas
           - Canción de las voces serenas, para voces de niños. Texto: J. Torres Bodet
           - Misa II Sinite pueros, para coro de niños y órgano
1958       - María en la metáfora del agua, para coro de niños y piano. Texto: Manuel Ponce
           - Sancta Maria, para voces de niños y órgano o piano
           - Stabat Mater, para coro de niños y órgano
1959       - Prismas, Op. 2, para piano
           - Muerte sin fin, para orquesta
           - Jubilemos Salvatori, cantata para voces de niño y órgano
           - Misa III Defunctorum, para voces mixtas a cappella
1960       - Concierto para violín y orquesta
           - Tres interpretaciones, para soprano y piano. Textos de Octavio Paz
           - Ave praeclara, para coro mixto a cappella. Texto de San Alberto Magno
           - Sonata a due (Tropel luceris),  per violo e tastera (ossia chelo e cémbalo)
1961       - Evoluta I, para dos pianos
           - Evoluta II, para dos pianos
           - Tacambarenses III, para viola y piano
           - Aurea luce, para voces de niños a cappella
           - No lloréis, mis ojos, para voces de niños  y órgano. Texto de Lope de Vega
           - Misa IV (modo duodecim tonorum), para coro de niños y órgano
1962       - Piece de Resistance, pour piano
           - Evoluta III, para dos pianos
           - Thesaurus Orphei, para orquesta
           - Tota pulchra, para voces iguales a cappella
           - Venida es venida, para voces de hombre adulto y piano u órgano.
            Texto: Juan Alvarez Gato
           - Corona Virginis, para dos voces con bajo continuo ad lib.
1963       - Sic quinquies, para soprano y grupo de cámara. Texto: E. de Haulleville
           - Desidero mi Jesu, para voces de niños a capella
           - Beata Dei genitrix, para voces blancas, flauta y claves
1964       - Tessellata Tacambarensia No. 1, para piano
           - (Alea) Jeux de Des - Würfelspiel, para piano
           - Tessellata Tacambarensia No. 2, para violín y piano
           - Misa V, para 6 voces iguales a cappella
1965       - Itinera duo, para piano y orquesta
           - Labyrinthus Orphei, para orquesta
1966       - O Mitissima, para voces iguales a cappella
           - Cedro y Caoba, para voces de hombre adulto, maracas y claves.
            Texto: Carlos Pellicer
1967       - Tessellata Tacambarensia No. 3, para piano
           - Oxymora, para orquesta
           - Dos cadencias, para el Concierto en Re Mayor para piano y orquesta, Hob.XVIII      
            de Joseph Haydn
1968       - Misa VI (al Espíritu Santo), para una voz y órgano, en español
           - Tessellata Tacambarensia No. 4, para dos arpas
           - Auditur?, para orquesta
1969       - Tessellata Tacambarensia No. 5, para guitarra
           -  Vestigia, para violín y orquesta (inc.)
           - Asociaciones, para soprano coloratura y grupo de cámara
1970       - Scriabin dixit, para flauta dulce tenor y piano
1971       - Añorando-Anhelando, para dos pianos
           - Seis piezas, para piano
           - Un aspecto Lunar, para piano
           - Pasos perdidos, para piano
           - La Pioggia nel Pineto, para voz y piano. Texto: Gabriele d’Annunzio
1972       - Cadenza, para el Concierto para piano y orquesta, No. 3 de Beethoven
           - Tessellata Tacambarensia No. 6, para violín,  piano con maracas y claves
1973       - Out of chaos, para chelo y piano
           - Cuatro ecos de Roger, para flauta dulce tenor y cualquier instrumento
           - Tessellata Tacambarensia No. 7, para piano con maracas y claves
1974       - Tessellata Tacambarensia No. 8 (Emanationes Tacambarenses),
              para corno inglés, viola y vibráfono.
           - Fulgores Tacambarenses, para flauta dulce tenor y piano
           - Tessellata Tacambarensia No. 9, para piano
           - Epitomae Tacambarensie, para orquesta
1975       - Clavicordio Tractatio, para clavecín
           - Sigma flexamina, para violín chelo y piano
           - Telesma, para orquesta  
           - Al Muradiel, para grupo de cámara
1976       - Tessellata Tacambarensia No. 10, para piano
           - Vida sin fin, para piano y orquesta
  1977     - Tetrálogo, para dos violines, viola y chelo (Tratado de cámara)
           - Proenza, para violín, viola y chelo (Tratado de cámara)
           - Quatro mini-diálogos, para violín y chelo (Tratado de cámara)
1978       - Monólogo, para violín solo (Tratado de cámara)
           - Cuatro Presencias, Op. 75, para piano
           - Yuriko, para violín y piano
           - Oposiciones, para piano y orquesta
1979       - Poeme Tenebreux, Op.76, No. 1, para piano
           - Poeme Lumineux, Op. 76, No. 2, para piano
           - Sortilegios, para orquesta
           - Preludio para piano Op. 35, No. 2 de Scriabin, en transcripción para piano
             y chelo de G. Muench.
           - Cuarteto de cuerdas (inc.)
1980       - Speculum Veneris, para arpa sola
           - Poema alado, para flauta sola
           - Semblantes de Pan, para flauta y piano  
1981       - Exaltación de la luz, para soprano solo, coro de hombres y orquesta.
            Texto de Homero Aridjis.
           - Notturno, para piano
1982       - Ayer-Yesterday, para violín, chelo y piano
           - Suum cuique, para flauta, oboe, chelo y piano
1983       - Correspondencias (Muench-Lavista), para piano
           - Dionisia, para piano
           - Se nos ha ido la tarde, para coro mixto y piano (u orquesta)
            Texto: Jaime Torres Bodet
           - Noctis Texturae, para flauta, oboe, chelo y piano
           - Noctis Texturae, para orquesta (inc)
1984       - Un petit reve, para piano (Transcripción para orquesta de cuerdas, de
             Manuel de Elías).
           - Paysages de Reve, para orquesta
1985       -  Segond petit reve, para piano (Transcripción para orquesta de cuerdas
             de Manuel de Elías).
           - Fugato (de Taca-túmba-ro), para piano (Transcripción para orquesta de
             cuerdas, de Manuel de Elías).
           - Pentálogo, para flauta, oboe, clarinete, violín y chelo.
Responsable: Tarsicio Medina Reséndiz, Julio de 2019.